# Oospila subrufa
Oospila subrufa là một loài bướm đêm trong họ Geometridae.